# Matrilin-3
Matrilin-3‏ (Matrilin 3) هوَ بروتين يُشَفر بواسطة جين Matrilin-3 في الإنسان.